# 네오플램
네오플램(과거 이름: 모드니)은 1990년 설립된 대한민국의 기업이다. 주로 주방용품을 다루고 있으며, 다양한 색상과 디자인의 향균도마, 프라이팬, 냄비 등을 선보였다.